# Cymbiola vespertilio
Cymbiola vespertilio is een slakkensoort uit de familie Volutidae. De wetenschappelijke naam werd gepubliceerd in 1758 door Carl Linnaeus in de tiende editie van Systema naturae.